# 貝利維尤 (愛達荷州)
貝利維尤（英語：Bellevue）是一個位於美國愛達荷州布萊恩縣的城市。

## 地理
貝利維尤的座標為43°27′54″N 114°15′24″W / 43.46500°N 114.25667°W，而該地的平均海拔高度為1575米（即5167英尺）。

## 人口
根據2010年美國人口普查的數據，貝利維尤的面積為3.92平方千米，當中陸地面積為3.81平方千米，而水域面積為0.11平方千米。當地共有人口2287人，而人口密度為每平方千米583.42人。